# Henri Murger
Louis-Henri Murger (n. 27 martie 1822, Paris, Île-de-France, Franța – d. 28 ianuarie 1861, Paris, Franța) a fost un prozator și poet francez. În romanele sale, caracterizate prin umor și fantezie, a evocat boema pariziană. Versurile sale au fost influențate de Alfred de Musset.

## Scrieri
- 1847 – 1849: Scènes de la vie de bohème („Scene de viață boemă”), roman;
- 1854: Ballades et Fantaisies („Balade și fantezii”), poezii;
- 1861: Les nuits d'hiver („Nopțile de iarnă”), versuri.